# Café Sénéquier
Café Sénéquier – kawiarnia położona w Starym Porcie w Saint-Tropez w departamencie Var, założona w 1887, słynąca białego nugatu oraz goszcząca od lat 50. XX wieku artystów i celebrytów. 

## Opis
Początki kawiarni sięgają roku 1887, kiedy małżeństwo Martin i Marie Sénéquier, cukiernik z Cogolin oraz mieszkanka Saint-Tropez, otworzyło swój pierwszy sklep na placu Place aux Herbes, pomiędzy kościołem parafialnym a portem. W 1930 ich córka, Lisette Sénéquier, przekształciła sklep w luksusową restaurację z tarasem z widokiem na promenadę portową. Wykorzystała do tego zakupione przez jej rodziców dawne zabudowania rybackie wychodzące na port. 
Kawiarnia została zniszczona przez niemieckie bombardowania w 1944 w trakcie Operacji Dragoon. Odbudowana została i ponownie otwarta w 1951 przez trzecie pokolenie rodziny Sénéquierów z charakterystycznym czerwonym tarasem i czerwonymi trójkątnymi stolikami. W latach 50. i 60. XX wieku kawiarnia zyskała sławę dzięki kręconym w niej produkcjom filmowym, I Bóg stworzył kobietę oraz Żandarm z Saint-Tropez. Od tego czasu stała się miejscem przyciągającym ludzi kina, sztuki, polityki, mody, kultury i różnego rodzaju celebrytów. Wśród gości lokalu byli m.in. Henri Matisse, Pablo Picasso, Karl Lagerfeld, Kate Moss, Vanessa Paradis, prezydent Jacques Chirac, Boris Vian, Miles Davis, Sidonie-Gabrielle Colette
W 2012 kawiarnia została zakupiona od czwartego pokolenia rodziny Sénéquierów, Jeana-Denisa Sarraquigne'a, przez francuskiego biznesmena Thierry'ego Bourdoncle'a. Do specjałów lokalu należy biały nugat (Nougat Blanc), wyrabiany według oryginalnego przepisu małżeństwa jego założycieli. Składa się on z hiszpańskich migdałów, sycylijskich pistacji oraz prowansalskiego miodu i owinięty jest w srebrny papier. 

## Galeria

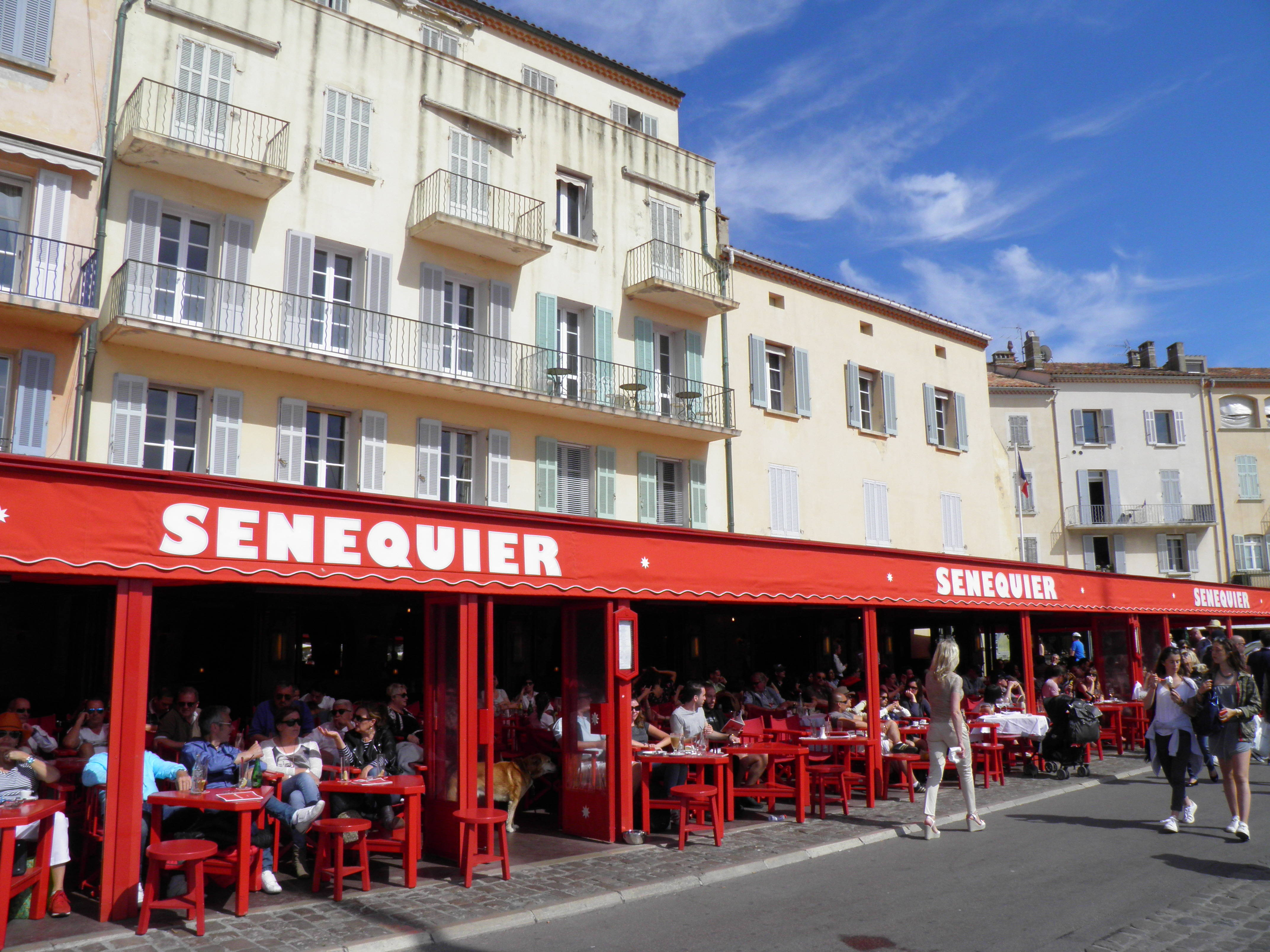
Ogródek kawiarni
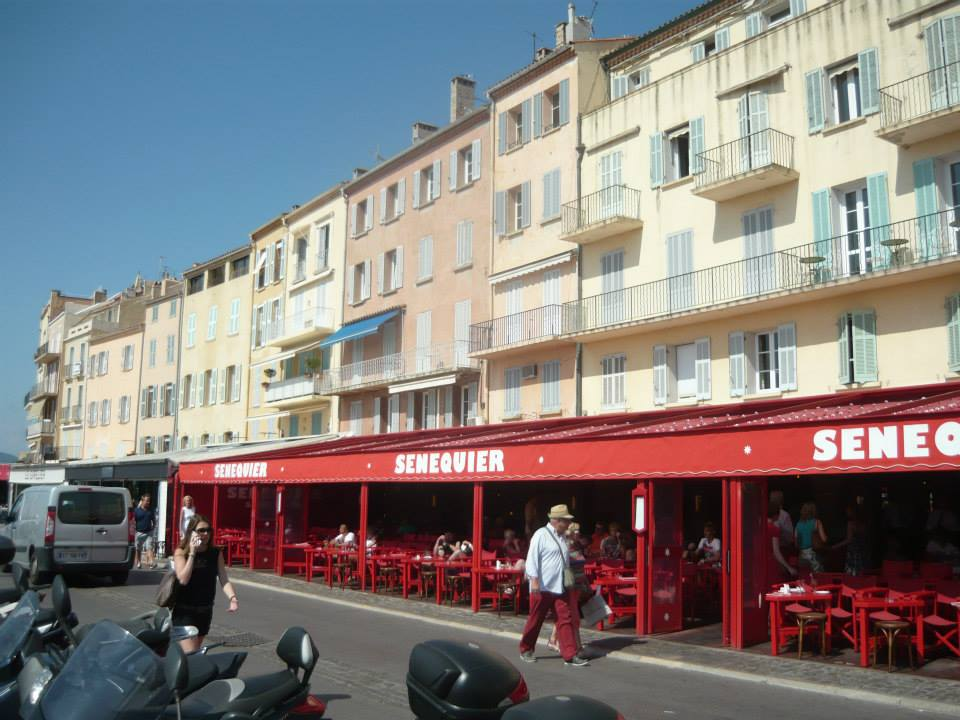
Kawiarnia
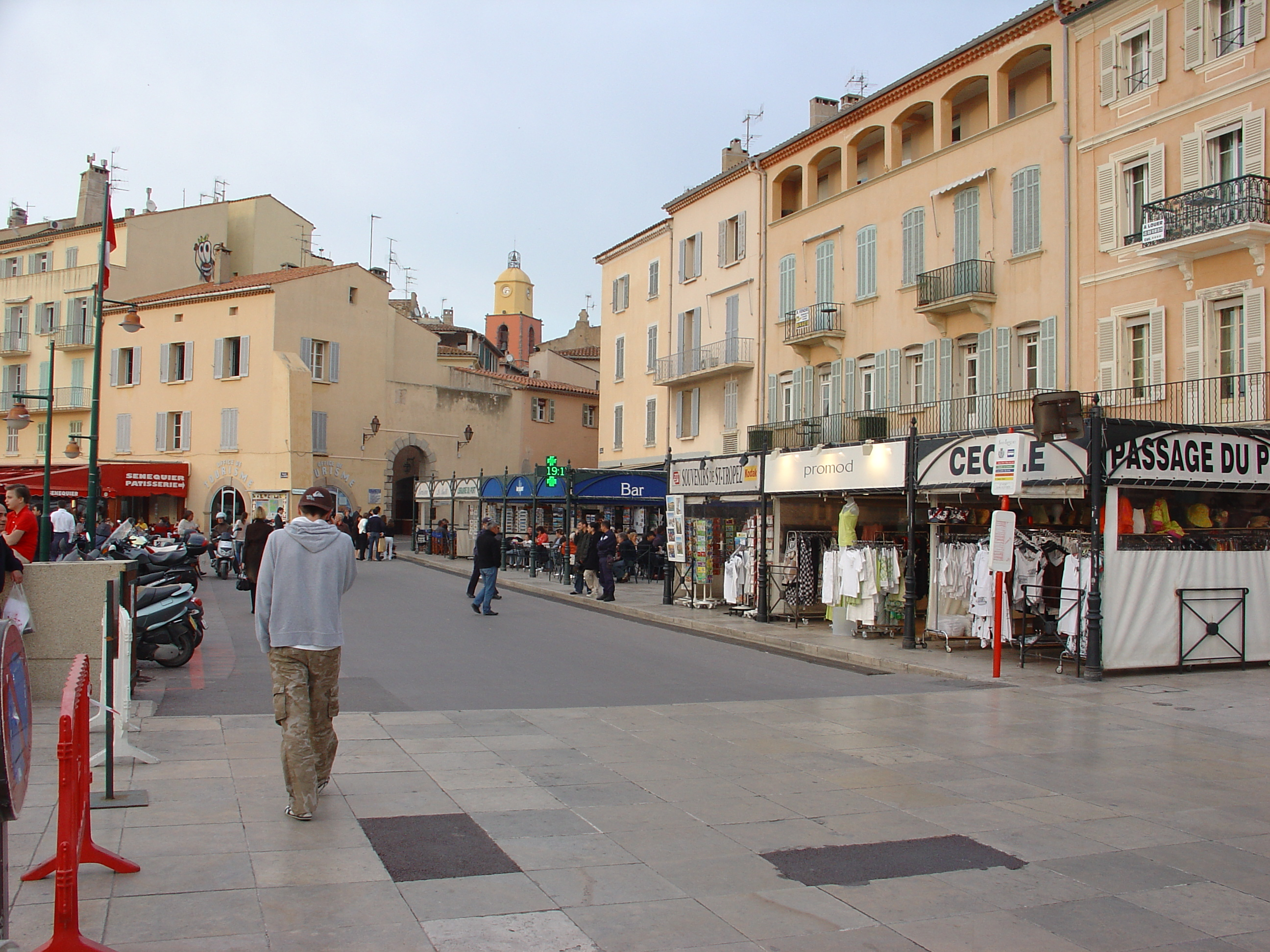
Port